# Hero (singel Kizo i Bletki)
Hero (zapis stylizowany: HERO) – pierwszy singel polskiego rapera Kizo i polskiej piosenkarki Bletki z ich pierwszego minialbumu, zatytułowanego Patopop (Vol. 1). Singel został wydany 13 lutego 2024.
Kompozycja znalazła się na 29. miejscu listy OLiA, najczęściej odtwarzanych utworów w polskich rozgłośniach radiowych. Nagranie otrzymało w Polsce status diamentowego singla, przekraczając liczbę 250 tysięcy sprzedanych kopii.

## Geneza utworu i historia wydania
Utwór napisali i skomponowali Patryk Woziński, Aleksandra Bletek, Mateusz Żezała i Jan Podkowa.
Singel ukazał się w formacie digital download 13 lutego 2024 w Polsce za pośrednictwem wytwórni płytowej Spacerange w dystrybucji Universal Music Polska. Piosenka została umieszczona na pierwszym minialbumie duetu – Patopop (Vol. 1).

## „Hero” w stacjach radiowych
Nagranie było notowane na 29. miejscu w zestawieniu OLiA, najczęściej odtwarzanych utworów w polskich rozgłośniach radiowych.

## Teledysk
Do utworu powstał teledysk w reżyserii Michała Pańszczyka, który udostępniono 14 lutego 2024 za pośrednictwem serwisu YouTube.

## Lista utworów
- Digital download[2]

1. „Hero” – 2:44

## Notowania
| Kraj   | Lista (2024)             | Najwyższa pozycja |
| ------ | ------------------------ | ----------------- |
| Polska | Billboard Poland Songs   | 1                 |
| Polska | OLiS – single w streamie | 1                 |

| Kraj   | Lista (2024)                   | Najwyższa pozycja |
| ------ | ------------------------------ | ----------------- |
| Polska | OLiS – oficjalna lista airplay | 29                |

| Kraj   | Lista (2024)             | Pozycja |
| ------ | ------------------------ | ------- |
| Polska | OLiS – single w streamie | 6       |

## Certyfikaty
| Kraj          | Certyfikat       | Sprzedaż |
| ------------- | ---------------- | -------- |
| Polska (ZPAV) | diamentowa płyta | 250 000+ |

## Wyróżnienia
| Rok  | Konkurs    | Kategoria                   | Rezultat    |
| ---- | ---------- | --------------------------- | ----------- |
| 2024 | Gorąca 100 | 100 największych hitów 2024 | 69. miejsce |